# Bur Nitembun
Bur Nitembun är ett berg i Indonesien.   Det ligger i provinsen Aceh, i den västra delen av landet, 1 700 km nordväst om huvudstaden Jakarta. Toppen på Bur Nitembun är 1 305 meter över havet.
Terrängen runt Bur Nitembun är kuperad åt sydost, men åt nordväst är den bergig. Runt Bur Nitembun är det ganska tätbefolkat, med 155 invånare per kvadratkilometer. I omgivningarna runt Bur Nitembun växer i huvudsak städsegrön lövskog.